# Circo Massimo
Circo Massimo är en station på Roms tunnelbanas Linea B. Stationen är uppkallad efter Circus Maximus och är belägen vid Viale Aventino.
Fram till år 2002 stod Aksumobelisken i närheten av stationen.
Stationen Circo Massimo har:
- Biljettautomater
- WC

## Kollektivtrafik
- Spårvagnshållplatser – Roms spårväg, linje 3
- Busshållplats för ATAC

## Omgivningar
- Circus Maximus
- Porta Capena
- Caracallas termer
- Passeggiata Archeologica
- Aventinen
- Via dei Cerchi
- Roseto comunale
- Viale Aventino
- Stadio delle Terme

### Kyrkobyggnader
- Santa Balbina
- Santa Sabina
- Santi Alessio e Bonifacio
- Santa Prisca
- San Saba
- San Gregorio Magno al Celio